# Paolo Curto
Paolo Curto (Pola, 9 marzo 1941) è un fotografo italiano.

## Biografia
Nasce a Pola in Istria allora territorio italiano e a seguito dell'Esodo giuliano dalmata si trasferisce con la famiglia a Venezia e successivamente a Fertilia, vicino ad Alghero, che venne scelta per ospitare una parte delle comunità istriane costrette a trovare una residenza in territorio Italiano. 
Il mare di fronte a Fertilia diventa quindi la palestra ideale per sviluppare la sua passione per quella che diventerà sua professione e specialità della sua carriera, ovvero la fotografia, la pittura e l'immersione subacquea. Con i primi subacquei moderni dell'epoca, siamo negli anni '50, con a disposizione le prime rudimentali attrezzature subacquee, inizia a scoprire le varie cavità e grotte sommerse dei promontori calcarei di Punta Giglio e Capo Caccia.
Inizia così a fare foto subacquee con una rudimentale custodia e poi con una delle prime macchine fotografiche subacquee di serie, la Nikonos, pubblicando sulla più famosa rivista dell'epoca, Mondo Sommerso, vari servizi fotografici naturalistici.
Si trasferisce in seguito in Polinesia dove ha la possibilità di immergersi in mari tropicali e dove inizia a fare la guida subacquea e contemporaneamente continuare a pubblicare servizi su varie riviste e cataloghi di viaggi.
Inizia così a girare il mondo e a fotografare e pubblicare reportage geografici, etnografici e di moda prevalentemente caratterizzati da ambienti marini e modelle in costume. Si specializza nel frattempo a fare scatti di nudo artistico sempre con prevalenza di ambienti e scenografie di carattere marino. Così come allo stesso tempo sviluppa il suo stile pittorico particolare, con ambienti misti di carattere marino e mitologico, dalla luce brillante e colori caldi e vivaci.
Negli anni '70 e '80 ha fatto parte della squadra cinematografica di Bruno Vailati, fotografando e filmando per i documentari sugli animali marini. Si è immerso così nel Mediterraneo, Mar Rosso, Mar dei Caraibi, negli oceani Atlantico, Pacifico e Indiano, nonché al Polo Nord per riprendere gli orsi bianchi.
Negli anni '90 si dedica principalmente all’editoria del settore nautico e viaggi e in seguito ha realizzato tre dei famosi servizi annuali sui costumi da bagno della rivista americana Sports Illustrated. 

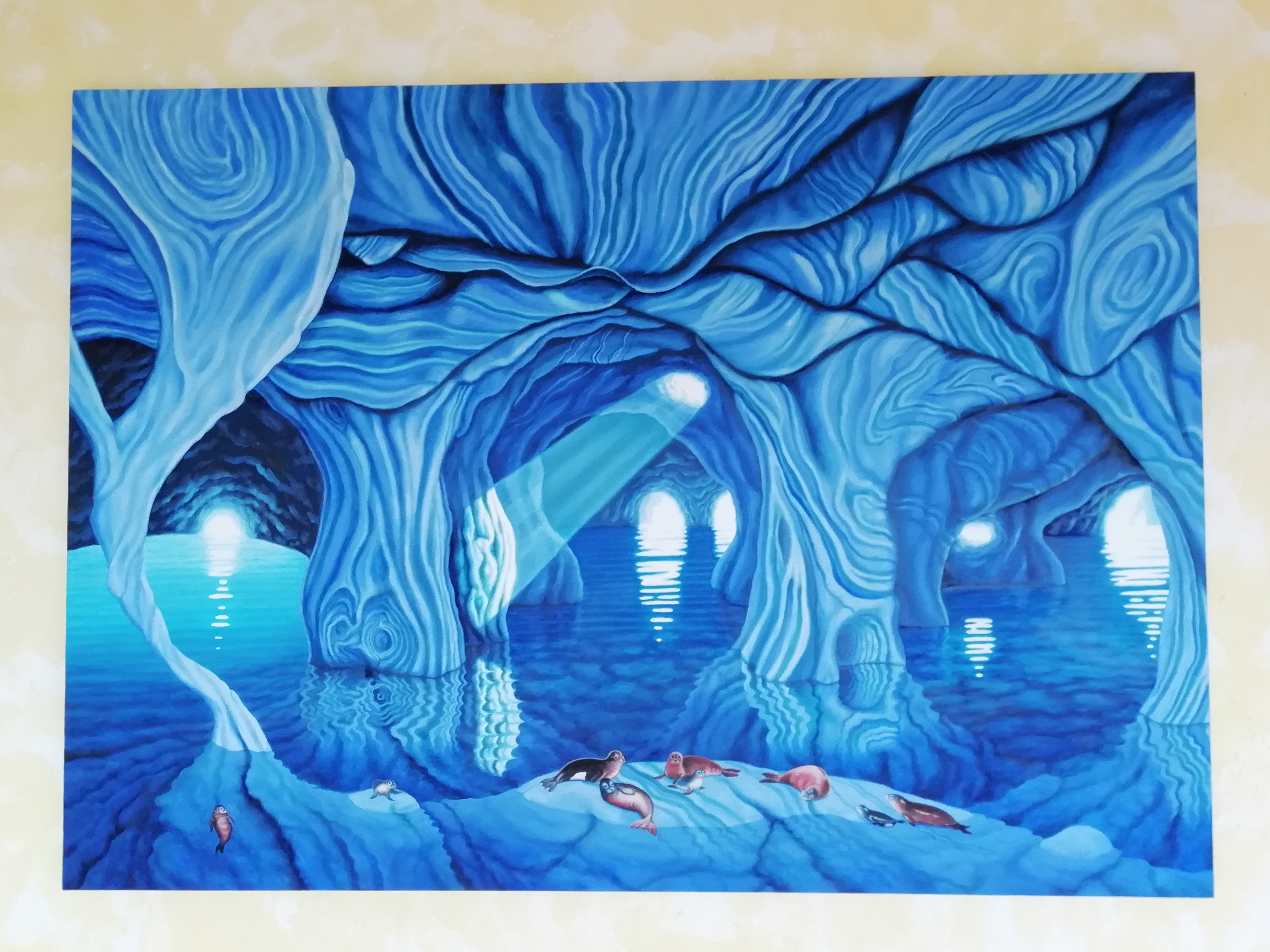
Un paesaggio marino opera di Paolo Curto

Vive e lavora a Porto Cervo.

## Lo stile
Il suo stile fotografico con un occhio particolare per il mare lo porta a lavorare per l’industria del turismo curando l’immagine di importanti tour operators.
Per la sua attività nell’ambito marino, nel 2012 è stato insignito del prestigioso premio internazionale “Tridente d’Oro”.
Le sue foto sono apparse in tutte le più autorevoli riviste internazionali, fra le quali National Geographic, American Photographer, Playboy, Penthouse, National Enquirer, Stern, Quick, Bunte Illustrierte, Paris Match, Photo, e ovviamente nelle più importanti riviste italiane.
Paolo come pittore di ambientazioni marine ha organizzato mostre personali a Roma, Milano, Antibes, Marsiglia, Lugano e Miami. Alcune sue opere figurano nell’Ann Northon Museum di Palm Beach.

## Pubblicazioni
- Secret beaches - Balzano editore - 1992
- Costa Smeralda - Balzano editore - 1995
- Nudo D'Autore. Paolo Curto i grandi fotografi contemporanei - Starter edizioni